# Dakota Fanning
Pour les articles homonymes, voir Dakota (prénom) et Fanning (homonymie).
Dakota Fanning [dəˈkəʊtə ˈfænɪŋ] est une actrice américaine, née le 23 février 1994 à Conyers (Géorgie, États-Unis).
Elle est la sœur de l'actrice Elle Fanning.
Elle est révélée en 2002 à l'âge de 8 ans dans le film Sam, je suis Sam aux côtés de Sean Penn et Michelle Pfeiffer. Puis par le blockbuster de science-fiction La Guerre des mondes, de Steven Spielberg.
Par la suite, elle apparait dans des films beaucoup moins exposés médiatiquement. Seule exception, son rôle de Jane Volturi dans la populaire saga fantastique pour adolescents Twilight, entre 2009 et 2012.

## Biographie

### Jeunesse et famille
Hannah Dakota Fanning est la fille de Joy (née Arrington), joueuse de tennis professionnelle, et de Steve Fanning, ancien joueur de baseball (d'origine hongroise) pour l'équipe les Cardinals de Saint-Louis et actuel vendeur en matériel électronique à Los Angeles. Son grand-père maternel est le joueur de football Rick Arrington, et sa tante la reporter Jill Arrington pour ESPN, chaîne de télévision consacrée au sport. Elle a une sœur également actrice, Elle Fanning.
Son prénom, Dakota, signifie « ami » dans la langue lakota (tribu amérindienne nord-américaine).
Sa famille est membre de la Convention baptiste du Sud.
Dakota a fait ses études secondaires à la Campbell Hall School (en) dans le North Hollywood, elle a obtenu son diplôme en 2011 avant de poursuivre des études à l'Université de New York.
De mai 2013 à octobre 2016, Dakota est en couple avec le mannequin anglais Jamie Strachan, de 13 ans son aîné. Elle est aujourd'hui en couple avec Henry Frye.

### Débuts précoces et révélation commerciale (années 2000)
Dakota commence sa carrière d'actrice à l'âge de six ans à travers des petits rôles dans une flopée de séries télévisées à succès diffusées entre 2000 et 2001. Cette dernière année, elle apparaît pour la première fois sur grand écran dans le mélodrame Sam, je suis Sam, porté par le tandem de stars Sean Penn / Michelle Pfeiffer.
Entre 2001 et 2002, elle tient des petits rôles dans le thriller Mauvais piège, avec Charlize Theron, ainsi que la comédie Fashion victime, où elle incarne la version enfant de l'héroïne incarnée par Reese Witherspoon. Elle est aussi au casting d'une production pour enfants, l'adaptation Hansel and Gretel (en).
Mais c'est le réalisateur et producteur Steven Spielberg qui la découvre et la lance véritablement en lui confiant le rôle de sa mini-série de science-fiction Disparition. Âgée de 8 ans, elle est la narratrice des dix épisodes et apparait lors des quatre derniers.
Au cinéma, la jeune fille est propulsée en 2003 tête d'affiche : d'abord aux côtés de Brittany Murphy pour la comédie Filles de bonne famille, puis pour le film pour enfants Le Chat chapeauté, avec Mike Myers dans le rôle-titre.
Mais c'est l'année 2004 qui instaure son statut de jeune star : elle est la petite fille que la super star Denzel Washington doit protéger dans le thriller d'action Man on Fire, de Tony Scott, et apparait dans un épisode de la dernière saison de la sitcom à succès Friends.

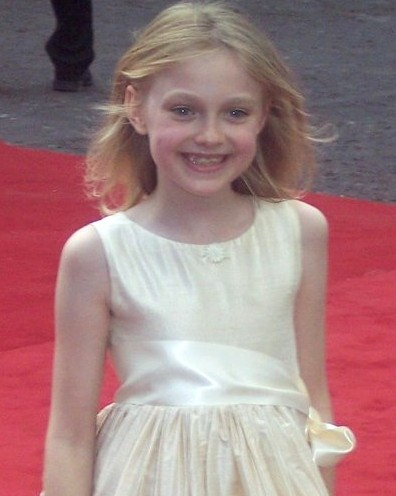
L'actrice en 2005 pour l'avant-première de La Guerre des mondes à Londres.

En 2005, elle enchaîne quatre gros projets : tout d'abord, elle incarne la fille du protagoniste du thriller Trouble Jeu, interprété par la méga vedette Robert De Niro, puis fait partie de la large distribution réunie par Rodrigo Garcia pour son drame Nine Lives ; puis elle joue dans le mélodrame Dreamer, avec sa co star Kurt Russell en tête d'affiche ; enfin, et surtout, Spielberg la dirige dans le blockbuster de science-fiction La Guerre des mondes. Cette fois, c'est Tom Cruise qui joue son père.

En 2006, elle est l'héroïne du film pour enfants Le Petit Monde de Charlotte, l'adaptation d'un livre pour enfant. Il s'agit de son dernier rôle de petite fille. Ses projets suivants la projettent vers des partitions de pré-adolescente.

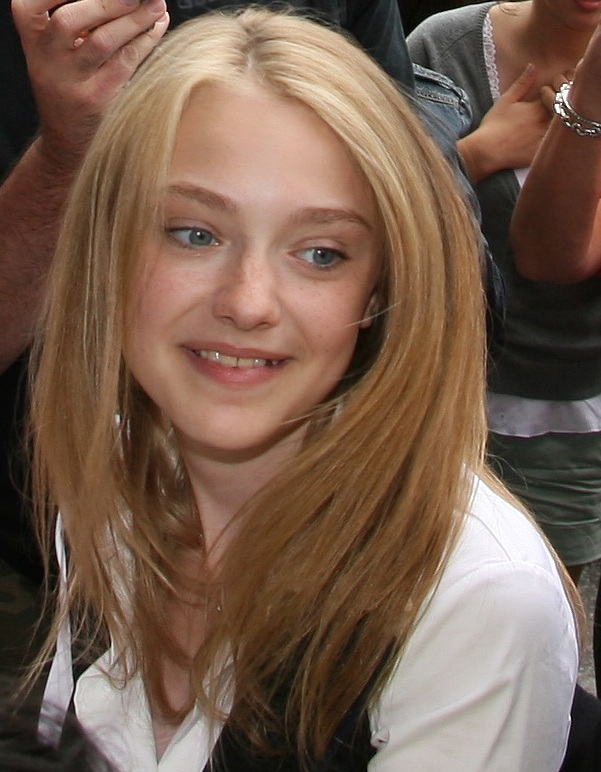
La jeune actrice au TIFF 2008, pour la présentation de Le Secret de Lily Owens.

En 2007, elle s'éloigne des grosses productions pour tenir le premier rôle du drame indépendant Hounddog, où elle incarne une jeune américaine se reconstruisant à travers sa passion pour Elvis Presley. L'année suivante, elle fait partie de deux distributions chorales : d'abord celle du drame Fragments, aux côtés de Guy Pearce et Kate Beckinsale, puis celui du mélodrame historique Le Secret de Lily Owens. Pour cette adaptation du livre éponyme de Sue Monk Kidd, elle donne la réplique à des actrices afro-américaines : Alicia Keys, Jennifer Hudson et Queen Latifah.

### EntreTwilightet cinéma indépendant (années 2010)

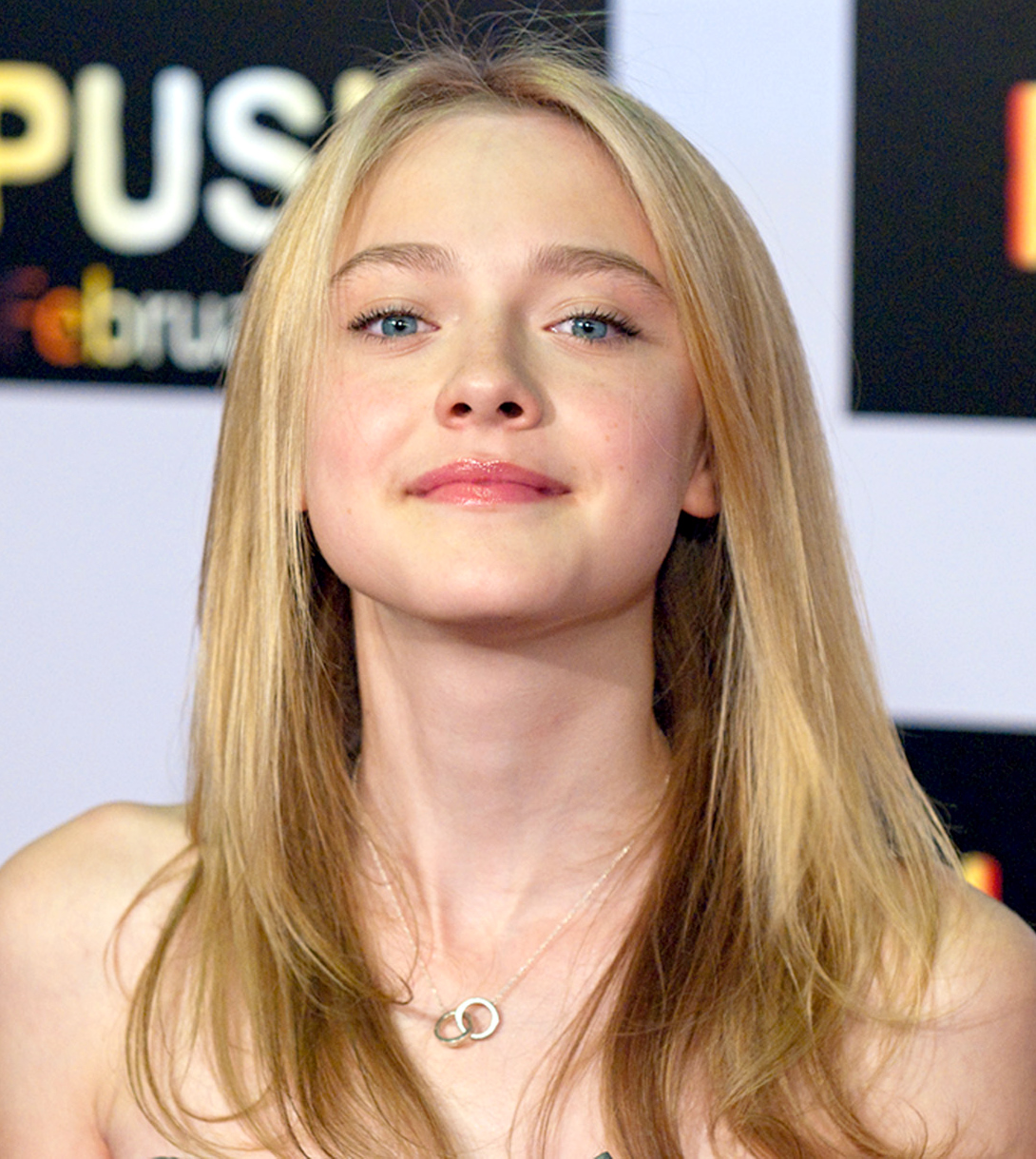
L'actrice en 2009 pour l'avant première de Push.

En 2009, âgée de 15 ans, elle revient à des productions commerciales : dans le film d'action Push, porté par Chris Evans, puis intègre la distribution d'une franchise à succès : elle prête ses traits à Jane Volturi dans la saga fantastique pour adolescent(e)s Twilight, et ce jusqu'en 2012.

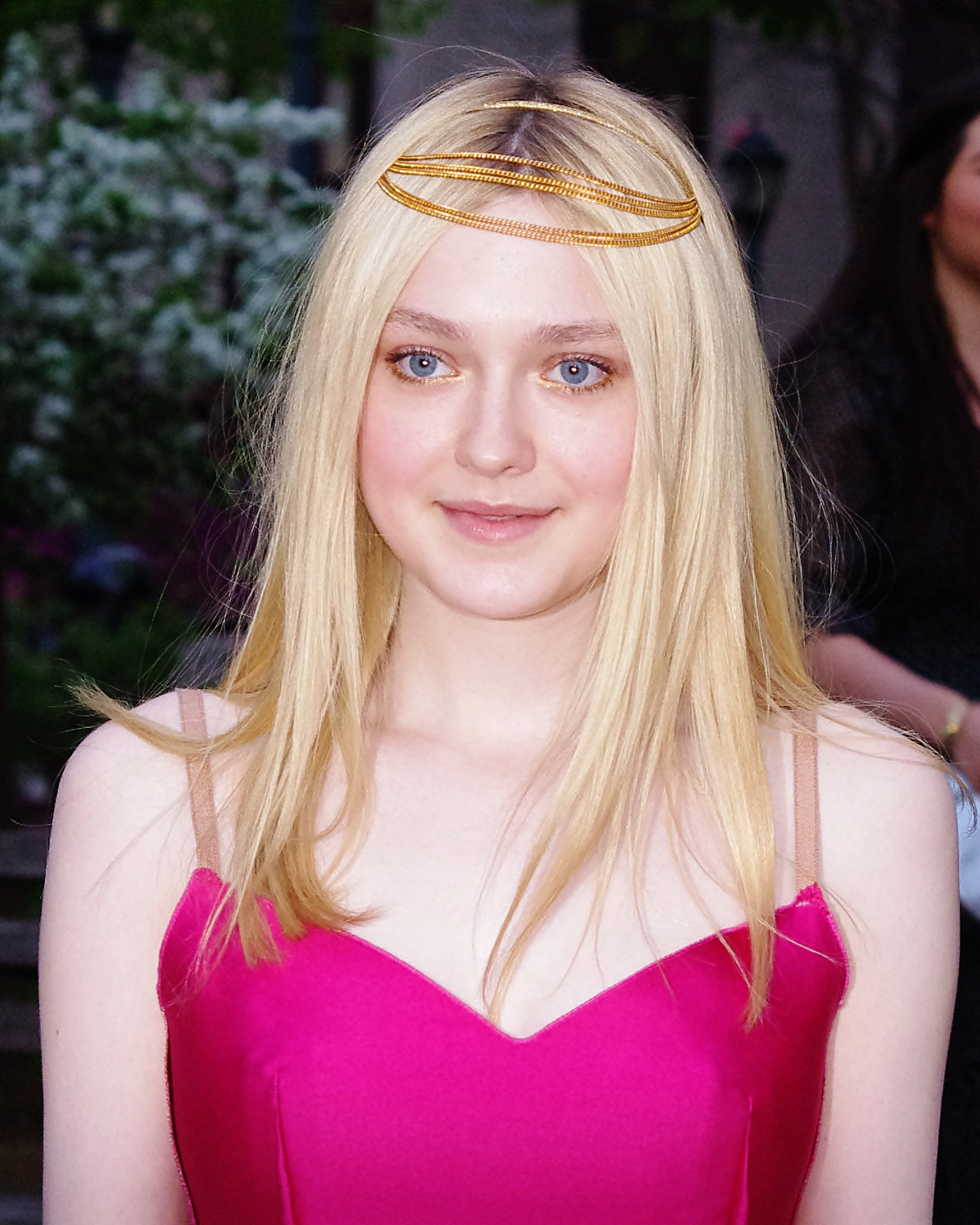
L'actrice à la fête Vanity Fair au Festival du film de Tribeca de 2012.

Parallèlement, elle tente de s'aventurer dans des univers plus adultes : d'abord aux côtés de Kristen Stewart dans le biopic indépendant The Runaways (2010), puis en portant le mélodrame Now is Good (2012) avec Jeremy Irvine. Elle y joue une adolescente atteinte de leucémie. La même année, elle donne la réplique à Emile Hirsch pour les besoins du thriller The Motel Life.
L'année 2013 la voit partager l'affiche du drame indépendant Very Good Girls avec la valeur montante Elizabeth Olsen. Elle évolue aussi aux côtés de Jesse Eisenberg pour le thriller Night Moves, de Kelly Reichardt. Enfin, elle seconde Kevin Klein et Susan Sarandon pour le biopic consacré à Errol Flynn, The Last of Robin Hood.
Elle reste dans le cinéma indépendant en 2014 en étant la tête d'affiche du thriller Every Secret Thing, où elle a pour partenaires Claire Danes et Elizabeth Banks. Elle partage également l'affiche du drame historique en costumes Effie avec Emma Thompson. Elle tient le rôle-titre, celui d'Effie Gray.
En 2015, elle seconde Richard Gere pour le drame Intrusion, écrit et réalisé par Andrew Renzi. L'année suivante, elle est la tête d'affiche du western Brimstone, de Martin Koolhoven. Elle évolue également aux côtés de Jennifer Connelly et Ewan McGregor dans le drame American Pastoral, réalisé par ce dernier. Enfin, en 2017, elle est la tête d'affiche de Please Stand By, où elle joue une jeune autiste.
C'est en 2019 qu'elle opère un retour au premier plan en intégrant le casting de l'attendu neuvième long-métrage de Quentin Tarantino, Once Upon a Time in Hollywood. Elle y prête ses traits à Lynette Fromme.
Elle sera à l'affiche du second long-métrage en anglais de Mélanie Laurent intitulé The Nightingale, un film historique dans lequel elle jouera pour la seconde fois aux côtés de sa sœur Elle Fanning.

## Filmographie

### Cinéma

#### Longs métrages
- 2001 : Sam, je suis Sam (I Am Sam) de Jessie Nelson : Lucy Diamond Dawson
- 2001 : Tomcats de Gregory Poirier : Une petite fille dans le parc
- 2002 : Mauvais Piège (Trapped) de Luis Mandoki : Abigail Jennings
- 2002 : Fashion victime (Sweet Home Alabama) d'Andy Tennant : Melanie enfant
- 2002 : Hansel and Gretel (en) de Gary J. Tunnicliffe : Katie
- 2003 : Filles de bonne famille (Uptown Girls) de Boaz Yakin : Lorraine « Ray » Schleine
- 2003 : Le Chat chapeauté (The Cat In The Hat) de Bo Welch : Sally Walden
- 2004 : Man on Fire de Tony Scott : Lupita « Pita » Ramos
- 2005 : Trouble Jeu (Hide and Seek) de John Polson : Emily Callaway
- 2005 : Nine Lives de Rodrigo Garcia : Maria
- 2005 : La Guerre des mondes (War Of The Worlds) de Steven Spielberg : Rachel Ferrier
- 2005 : Dreamer (Dreamer: Inspired by a True Story) de John Gatins : Cale Crane
- 2006 : Le Petit Monde de Charlotte (Charlotte's Web) de Gary Winick : Fern Arable
- 2006 : Hounddog de Deborah Kampmeier : Lewellen
- 2008 : Le Secret de Lily Owens (The Secret Life of Bees) de Gina Prince-Bythewood : Lily Mélissa Owens
- 2008 : Fragments de Rowan Woods : Anne Hagen
- 2008 : Roadside Romeo de Jugal Hansrag : Mini
- 2009 : Coraline de Henry Selick : Coraline Jones (voix)
- 2009 : Push de Paul McGuigan : Cassie Holmes
- 2009 : Twilight, chapitre II : Tentation (The Twilight Saga : New Moon) de Chris Weitz : Jane Volturi
- 2010 : Twilight, chapitre III : Hésitation (The Twilight Saga: Eclipse) de David Slade : Jane Volturi
- 2010 : Les Runaways (The Runaways) de Floria Sigismondi : Cherie Currie
- 2011 : Twilight, chapitre IV : Révélation, 1re partie  (The Twilight Saga: Breaking Dawn - Part 1) de Bill Condon : Jane Volturi
- 2012 : Twilight, chapitre V : Révélation, 2e partie (The Twilight Saga: Breaking Dawn - Part 2) de Bill Condon : Jane Volturi
- 2012 : Now is Good d'Ol Parker : Tessa Scott
- 2012 : The Motel Life d'Alan Polsky et Gabe Polsky : Annie James
- 2013 : The Last of Robin Hood de Richard Glatzer et Wash Westmoreland : Beverly Aadland
- 2013 : Very Good Girls de Naomi Foner : Lilly Berger
- 2014 : Every Secret Thing d'Amy J. Berg (en) : Ronnie Fuller
- 2014 : Night Moves de Kelly Reichardt : Dena Brauer
- 2015 : Effie de Richard Laxton : Effie Gray
- 2015 : Intrusion d'Andrew Renzi : Olivia
- 2015 : Gus : Petit oiseau, grand voyage (Yellowbird) de Christian De Vita : Delf (voix)
- 2016 : American Pastoral d'Ewan McGregor : Merry Levov
- 2017 : Brimstone de Martin Koolhoven : Liz
- 2017 : Please Stand By de Ben Lewin : Wendy
- 2018 : Ocean's 8 de Gary Ross : Penelope Stern
- 2019 : Once Upon a Time… in Hollywood de Quentin Tarantino : Lynette Fromme
- 2019 : Le Miel d'Harar (Sweetness in the Belly) de Zeresenay Mehari : Lily Mitchell Abdal
- 2020 : Viena and the Fantomes de Gerardo Naranjo : Viena
- 2023 : Equalizer 3 (The Equalizer 3) d'Antoine Fuqua : Emma Collins
- 2024 : Les Guetteurs (The Watchers) d'Ishana Night Shyamalan : Mina

#### Courts métrages
- 2001 : Father Xmas (en) de Marie Rose : Clairee
- 2007 : Cutlass de Kate Hudson : Lacy
- 2016 : The Escape de Neill Blomkamp : Lily

### Télévision

#### Séries télévisées
- 2000 : Urgences (ER) : Delia Chadsey (saison 6, épisode 19)
- 2000 : Ally McBeal : Ally à 5 ans (saison 3, épisode 21)
- 2000 : La Vie avant tout (Strong Medicine) : La fille d'Edie (saison 1, épisode 3)
- 2000 : Les Experts (CSI : Crime Scene Investigation) : Brenda Collins (saison 1, épisode 7)
- 2000 : The Practice : Donnell et Associés (The Practice) : Alessa Engel (saison 5, épisode 9)
- 2000 : Spin City : Cindy (saison 5, épisode 10)
- 2001 : Malcolm (Malcolm in the Middle) : Emily (saison 2, épisode 13)
- 2001 : The Fighting Fitzgeralds : Marie (saison 1, épisode 1)
- 2001 : The Ellen Show : Ellen jeune (saison 1, épisode 9)
- 2002 : Disparition (Taken) : Allie Keys
- 2004 : Friends : Mackenzie (saison 10, épisode 14)
- 2004 : La Nouvelle Ligue des justiciers (Justice League Unlimited) : Wonder Woman jeune (voix)
- 2017 : Oats Studios : Barklay
- 2018 - 2020 : The Alienist : Sara Howard
- 2018 - 2021 : Genlock : Miranda Worth (voix)
- 2022 : The First Lady : Susan Elizabeth Ford
- 2024 : Ripley : Marge Sherwood
- 2024 : Un couple parfait (The Perfect Couple) : Abby Winbury

#### Téléfilm
- 2003 : Kim Possible : La Clé du temps (Kim Possible: A Sitch in Time) : Kim Possible du passé (voix)

### Clips
- 2002 : Rufus Wainwright : Across the Universe
- 2012 : Ellie Goulding : I Know You Care

## Distinctions

### Récompenses
- Critics' Choice Movie Awards 2002 : Meilleure performance d'enfant pour Sam, je suis Sam
- 2002 : Las Vegas Film Critics Society Awards de la meilleure jeune actrice pour Sam, je suis Sam
- 2002 : Phoenix Film Critics Society Awards de la meilleure jeune actrice pour Sam, je suis Sam
- Satellite Awards 2002 : Révélations de l'année pour Sam, je suis Sam
- 2002 : Young Artist Awards de la meilleure performance pour une jeune actrice de moins de 10 ans pour Sam, je suis Sam
- 2005 : Las Vegas Film Critics Society Awards de la meilleure jeune actrice pour La Guerre des mondes
- 2005 : MTV Movie Awards de la meilleure prestation effrayant pour Trouble Jeu
- Festival international du film de Locarno 2005 : Lauréate du Prix Bronze Leopard de la meilleure distribution pour Nine Lives partagée avec Robin Wright, Amanda Seyfried, Sissy Spacek, Holly Hunter, LisaGay Hamilton, Glenn Close, Elpidia Carrillo, Amy Brenneman et Kathy Baker.
- Critics' Choice Movie Awards 2006 : Meilleure performance d'enfant pour La Guerre des mondes
- 2006 : ShoWest Awards de la meilleure actrice dans un second rôle pour Le Petit Monde de Charlotte
- Saturn Awards 2006 : Meilleur(e) jeune acteur ou actrice pour La Guerre des mondes
- 2006 : Young Artist Awards de la meilleure performance pour jeune actrice principale pour Dreamer
- 2007 : Nickelodeon Kids' Choice Awards de la star féminine de film préférée pour Le Petit Monde de Charlotte
- 2008 : Hollywood Film Awards de la meilleure distribution de l'année pour Le Secret de Lily Owens partagée avec Paul Bettany, Hilarie Burton, Jennifer Hudson, Alicia Keys, Queen Latifah et Sophie Okonedo.
- 2008 : Phoenix Film Critics Society Awards de la meilleure performance pour une jeune actrice pour Le Secret de Lily Owens
- 2009 : Alliance of Women Film Journalists Awards du meilleur personnage féminin animé pour Coraline
- 2009 : Festival international du film de Palm Springs du meilleur espoir féminin pour Le Secret de Lily Owens
- 2009 : Young Artist Award de la meilleure performance pour une jeune actrice principale pour Le Secret de Lily Owens
- 2019 : Detroit Film Critics Society Awards de la meilleure distribution pour Once Upon a Time in Hollywood partagée avec Austin Butler, Julia Butters, Bruce Dern, Leonardo DiCaprio, Emile Hirsch, Damian Lewis, Mike Moh, Timothy Olyphant, Al Pacino, Luke Perry, Brad Pitt et Margot Robbie

### Nominations
- Chicago Film Critics Association Awards 2002 : Actrice la plus prometteuse pour Sam, je suis Sam
- 2002 : Online Film & Television Association Awards de la meilleure jeune actrice pour Sam, je suis Sam
- Screen Actors Guild Awards 2002 : Meilleure actrice dans un second rôle pour '[Sam, je suis Sam
- Saturn Awards 2003 : Meilleure actrice dans un second rôle dans une mini-série pour Disparition
- 2003 : The Stinkers Bad Movie Awards de la pire performance pour une enfant pour Le Chat chapeauté et pour Filles de bonne famille
- 2003 : Young Artist Awards de la meilleure jeune actrice dans une mini-série pour Taken
- 2004 : Young Artist Awards de la meilleure jeune actrice pour Le Chat chapeauté
- Critics' Choice Movie Awards 2005 : Meilleure jeune actrice pour Man on Fire
- 2005 : Gotham Independent Film Awards de la meilleure distribution pour Nine Lives partagée avec Kathy Baker, Amy Brenneman, Elpidia Carrillo, Glenn Close, Stephen Dillane, William Fichtner, LisaGay Hamilton, Holly Hunter, Jason Isaacs, Joe Mantegna, Ian McShane, Molly Parker, Mary Kay Place, Sydney Tamiia Poitier, Aidan Quinn, Miguel Sandoval, Amanda Seyfried, Sissy Spacek et Robin Wright.
- 2005 : Irish Film and Television Awards de la meilleure actrice internationale pour La Guerre des mondes
- 2005 : Young Artist Awards de la meilleure jeune actrice pour Man on Fire
- 2006 : DVD Exclusive Awards du meilleur personnage d'animation pour Lilo et Stitch 2 partagée avec Kevin Peaty et Ritsuko Notani
- 2006 : Fangoria Chainsaw Awards de la meilleure actrice pour Trouble Jeu
- 2006 : Kid's Choice Award de l'actrice préférée pour Dreamer
- 2006 : MTV Movie Award de la meilleure prestation effrayante pour La Guerre des mondes
- 2006 : Online Film & Television Association Awards de la meilleure jeune actrice pour La Guerre des mondes
- Critics' Choice Movie Awards 2007 : Meilleure jeune actrice  pour Le Petit Monde de Charlotte
- 2007 : Young Artist Awards de la meilleure jeune actrice pour Le Petit Monde de Charlotte
- Critics' Choice Movie Awards 2009 : Meilleur espoir pour Le Secret de Lily Owens
- 2009 : Image Awards de la meilleure actrice pour Le Secret de Lily Owens
- 2010 : MTV Movie Awards du meilleur baiser partagé avec Kristen Stewart pour The Runaways
- Teen Choice Awards 2010 :
  - Meilleure actrice pour The Runaways
  - Meilleure voleuse de scène pour Twilight, chapitre II : Tentation
- 2010 : Young Artist Awards de la meilleure performance vocale pour une jeune actrice pour Coraline
- 2011 : Online Film & Television Association Awards de la meilleure jeune actrice pour The Runaways
- Women Film Critics Circle Awards 2015 : Meilleure jeune actrice pour Effie
- Saturn Awards 2018 : Meilleure actrice dans un second rôle dans une série télévisée dramatique pour The Alienist
- 2019 : Boston Society of Film Critics Awards de la meilleure distribution pour Once Upon a Time in Hollywood partagée avec Austin Butler, Julia Butters, Bruce Dern, Leonardo DiCaprio, Emile Hirsch, Damian Lewis, Mike Moh, Timothy Olyphant, Al Pacino, Luke Perry, Brad Pitt et Margot Robbie.
- 2019 : DiscussingFilm Critics Awards de la meilleure distribution pour Once Upon a Time in Hollywood
- 2019 : Oklahoma Film Critics Circle Awards de la meilleure distribution pour Once Upon a Time in Hollywood
- 2019 : Online Association of Female Film Critics de la meilleure distribution pour Once Upon a Time in Hollywood
- 2019 : San Diego Film Critics Society Awards de la meilleure distribution pour Once Upon a Time in Hollywood
- 2019 : Seattle Film Critics Awards de la meilleure distribution pour Once Upon a Time in Hollywood
- Satellite Awards 2019 : Meilleure actrice dans une mini-série ou un téléfilm pour The Alienist
- 2019 : Washington DC Area Film Critics Association Awards de la meilleure distribution pour Once Upon a Time in Hollywood
- 2020 : Austin Film Critics Association Awards de la meilleure distribution pour Once Upon a Time in Hollywood
- 2020 : CinEuphoria Awards (es) de la meilleure distribution pour Once Upon a Time in Hollywood
- 2020 : Central Ohio Film Critics Association Awards de la meilleure distribution pour Once Upon a Time in Hollywood
- 2020 : Columbus Film Critics Association de la meilleure distribution pour Once Upon a Time in Hollywood
- Critics' Choice Movie Awards 2020 : Meilleure distribution pour Once Upon a Time in Hollywood
- 2020 : Georgia Film Critics Association Awards de la meilleure distribution pour Once Upon a Time in Hollywood
- 2020 : Gold Derby Awards de la meilleure distribution et meilleure distribution de la décade pour Once Upon a Time in Hollywood
- 2020 : Hollywood Critics Association de la meilleure distribution pour Once Upon a Time in Hollywood
- 2020 : International Online Cinema Awards de la meilleure distribution pour Once Upon a Time in Hollywood
- 2020 : Music City Film Critics' Association Awards de la meilleure distribution pour Once Upon a Time in Hollywood
- 2020 : Oklahoma Film Critics Circle Awards de la meilleure distribution pour Once Upon a Time in Hollywood
- 2020 : Online Association of Female Film Critics de la meilleure distribution pour Once Upon a Time in Hollywood
- 2020 : Online Film & Television Association Awards de la meilleure distribution pour Once Upon a Time in Hollywood
- Screen Actors Guild Awards 2020 : Meilleure distribution pour Once Upon a Time in Hollywood
- Golden Globes 2025 : Meilleure actrice dans un second rôle dans une série, une mini-série ou un téléfilm pour Ripley

## Voix francophones
En France, Kelly Marot est la voix régulière de Dakota Fanning. Camille Donda et Lutèce Ragueneau l'ont également doublée à six et quatre reprises.
Au Québec, la voix régulière de l'actrice est Claudia-Laurie Corbeil. Viviane Pacal l'a doublée à quatre reprises.
En France
| - Kelly Marot dans : - Le Petit Monde de Charlotte - Push - Twilight, chapitre II : Tentation - Twilight, chapitre III : Hésitation - Les Runaways - Twilight, chapitre IV : Révélation, 1re partie - Twilight, chapitre V : Révélation, 2e partie - Brimstone - Ripley (mini-série) - Camille Donda dans : - La Guerre des Mondes - Lilo et Stitch 2 : Hawaï, nous avons un problème ! (voix) - Effie Gray - American Pastoral - The First Lady (mini-série) - Les Guetteurs | - Lutèce Ragueneau dans : - Filles de bonne famille - Man on Fire - Trouble Jeu - Le Secret de Lily Owens - Florine Orphelin dans : - Sam, je suis Sam - Le Chat chapeauté Et aussi - Célia Charpentier dans La Ligue des justiciers (voix) - Adeline Chetail dans Disparition (mini-série) - Juliette Buchez dans Coraline (voix) - Leslie Lipkins dans Now is Good - Youna Noiret dans L'Aliéniste (série télévisée) - Audrey Sourdive dans Once Upon a Time... in Hollywood - Fanny Bloc dans Equalizer 3 - Alice Taurand dans Un couple parfait (mini-série) |

Au Québec
| - Claudia Laurie-Corbeil dans : - Je suis Sam - Les petites bourgeoises - Fragments - Push : La Division - Maintenant ou jamais - Debbie Ocean 8 - Les Guetteurs - Viviane Pacal dans : - Le Petit Monde de Charlotte - La Saga Twilight : Tentation - La Saga Twilight : Hésitation - Effie Gray | - Rosemarie Houde dans : - Le Rêveur: Inspiré d'une histoire vraie - Le Petit Monde de Charlotte - Stéfanie Dolan dans : - Le Miel d'Harar - Le Justicier 3 |